# Madsen LAR
Madsen LAR M/62 — данський автомат, розроблений під патрони 7,62×51 мм і 7,62×39 мм; створений на основі автомата Калашникова з легких і міцних сплавів і сталі, схожих із тими, що використовувалися в конструкції американського автомата M16. Конструкція автомата схожа не тільки з автоматом Калашникова, але і з його фінською копією Valmet Rk 62 і шведським прототипом GRAM 63.

## Розробка
Розробка автомата «Мадсен» проводилась однойменною данською компанією з 1957 року, коли почали вироблятися автоматичні гвинтівки FN FAL компанією FN Herstal і HK G3 компанією Heckler & Koch. Ранні моделі виготовлялись під радянський патрон 7,62x39 М43 фінського зразка для потреб фінської армії. У 1959 році почалося виробництво автоматів під патрон 7,62×51 мм західних країн. Однак забезпечити продаж автоматів або їх поставку якимось серйозним покупцям компанія не змогла: навіть Фінляндія, для потреб якої спочатку розроблявся автомат, вважала за краще свій вітчизняний варіант Valmet Rk 62.

## Опис
Madsen LAR діяв за принципом відведення порохових газів і вів стрільбу при закритому затворі. Ствольна коробка виготовлялася з алюмінієвого сплаву, а механізм зі спусковим гачком і пістолетна рукоятка прикріплялися знизу окремо. Зліва знаходився перемикач режимів стрільби, який дозволяв вести вогонь одиночними пострілами і безперервну стрільбу, а також ставив зброю на запобіжник. До коробки прикріплювався або жорсткий дерев'яний приклад, або складний металевий трубкоподібний приклад.